# Matty Taylor
Matthew James Taylor, né le 30 mars 1990 à Oxford, est un footballeur anglais qui évolue au poste d'attaquant à Cheltenham Town.

## Biographie
Avec le club des Bristol Rovers, il inscrit 18 buts en cinquième division anglaise lors de la saison 2014-2015, puis 27 buts en quatrième division lors de la saison 2015-2016, et enfin 16 buts en troisième division en 2016-2017.
Le 31 janvier 2017, il signe en faveur de Bristol City, équipe évoluant en deuxième division.
Le 31 juillet 2020, il rejoint Oxford United.
Le 31 janvier 2023, il est prêté à Port Vale.
Le 17 juillet 2023, il rejoint Forest Green Rovers.

## Palmarès
- Vice-champion d'Angleterre de D5 en 2015 avec les Bristol Rovers